# بودیسم کره‌ای

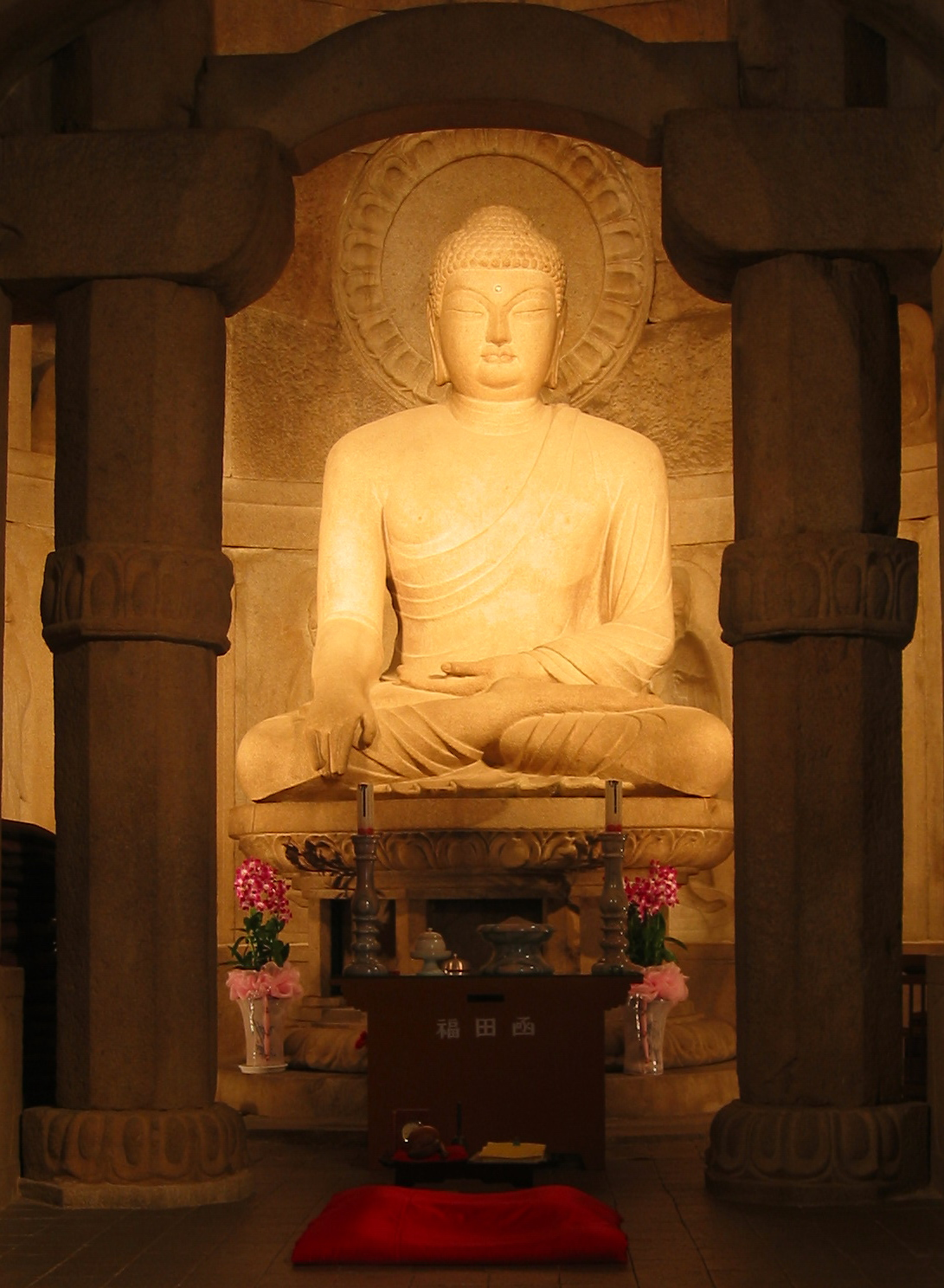
تصویری از گوتاما بودا در غار سوک‌گورام در گیونگ‌جو، کره جنوبی

بودیسم کره‌ای از دیگر شاخه‌های بودیسم متمایز است چون سعی دارد تناقضاتی را که پیروان اولیهٔ آن در سنت‌های بوداگرایی مهایانه‌ای که از کشورهای خارجی گرفته بودند، مشاهده کرده و برطرف کند. برای حل این موضوع، آن‌ها رویکرد جدیدی به بودیسم ایجاد کردند که به شکلی متمایز درآمد و ویژگی آن در اکثر اندیشمندان برجسته کره‌ای دیده می‌شود. این شکل جدید به نام تونگ‌بول‌گیو («بودیسم در هم نفوذ کرده») شناخته می‌شود که هدف آن حل اختلافات قبلی میان دانشمندان بود (اصولی به نام هواجِنگ 和諍).
قرن‌ها پس از پیدایش بودیسم در هند، سنت مهایانه از طریق جاده‌ ابریشم و از طریق تبت در قرن اول میلادی به چین رسید: بودیسم چینی. سپس در قرن چهارم میلادی در دوره سه پادشاهی به شبه‌جزیره‌ کره وارد شد و از آنجا به ژاپن منتقل گردید: بودیسم ژاپنی. در کره، این مکتب به عنوان دین رسمی سه پادشاهی دوره سه پادشاهی پذیرفته شد: ابتدا در گوگوریو (که به گوریو نیز معروف است) در سال ۳۷۲ میلادی، سپس در شیلا و گایا در سال ۵۲۸ میلادی و در نهایت در بکجه در سال ۵۵۲ میلادی.